# Deyver Vega
Deyver Antonio Vega Álvarez (ur. 19 września 1992 w Quesadzie) – kostarykański piłkarz występujący na pozycji skrzydłowego, reprezentant Kostaryki, od 2023 roku zawodnik Herediano.

## Kariera klubowa
Vega pochodzi z miasta Quesada w kantonie San Carlos. Jego ojciec Deyver Vega senior również był piłkarzem – występował w klubach LD Alajuelense i AD San Carlos. Treningi piłkarskie rozpoczynał w szkółce juniorskiej Escuela Carioca, skąd w wieku trzynastu lat przeniósł się do stołecznego San José, dołączając do akademii młodzieżowej krajowego potentata – Deportivo Saprissa. Kilka sezonów później rozpoczął występy w drugoligowej filii Saprissy o nazwie Saprissa de Corazón, spędził także rok na wypożyczeniu w drugoligowym Municipalu Grecia. Do pierwszej drużyny Saprissy został włączony przez szkoleniowca Alexandre Guimarãesa i w kostarykańskiej Primera División zadebiutował 15 stycznia 2012 w wygranym 3:1 spotkaniu z Puntarenas. Premierowego gola strzelił natomiast 15 kwietnia tego samego roku, z rzutu karnego w wygranej 4:0 konfrontacji z Cartaginés. Szybko został jednym z ważniejszych graczy Saprissy – choć często występował jeszcze jako rezerwowy – i w 2013 roku zdobył z nią puchar Kostaryki – Copa Banco Nacional.
W wiosennym sezonie Verano 2014 wywalczył z Saprissą tytuł mistrza Kostaryki, lecz pozostawał wówczas głównie rezerwowym. Dopiero potem został podstawowym graczem ekipy i pół roku później – w jesiennym sezonie Invierno 2014 – zdobył kolejne mistrzostwo Kostaryki, współtworząc siłę ofensywną zespołu z graczami takimi jak Ariel Rodríguez czy Daniel Colindres. W tym samym roku doszedł także do finału krajowego pucharu – Copa Popular. W sezonie Invierno 2015 wywalczył swoje trzecie mistrzostwo Kostaryki, mając ważne miejsce w taktyce trenera Carlosa Watsona. W styczniu 2016 został odsunięty od składu wobec odmowy przedłużenia wygasającego latem kontraktu i prowadzenia negocjacji transferowych z klubami zagranicznymi. Ogółem barwy Saprissy reprezentował przez cztery lata.
W marcu 2016 Vega został piłkarzem beniaminka ligi norweskiej – SK Brann, podpisując z nim trzyipółletni kontrakt. W ekipie z Bergen występował już jego rodak Bismar Acosta. W Tippeligaen zadebiutował 3 kwietnia 2016 w wygranym 2:1 meczu z Aalesunds, zaś pierwszą bramkę zdobył 7 sierpnia tego samego roku w wygranym 1:0 pojedynku z Strømsgodset. Już w sezonie 2016 zdobył z Brann tytuł wicemistrza Norwegii, zaś w marcu 2017 zajął drugie miejsce w krajowym superpucharze – Mesterfinalen.

## Kariera reprezentacyjna
W kwietniu 2009 Vega został powołany przez Juana Diego Quesadę do reprezentacji Kostaryki U-17 na Mistrzostwa Ameryki Północnej U-17. Uprzednio występował w środkowoamerykańskich kwalifikacjach do tego turnieju, podczas których strzelił po golu w meczach z Nikaraguą (9:0) i Salwadorem (2:1). Podczas tych rozgrywek wystąpił we wszystkich trzech spotkaniach w wyjściowym składzie, zaś jego kadra zajęła drugie miejsce w grupie – turniej został wówczas przerwany ze względu na epidemię grypy A/H1N1 w Meksyku. Pięć miesięcy później znalazł się w składzie na Mistrzostwa Świata U-17 w Nigerii, podczas których rozegrał dwa z trzech możliwych meczów (z czego dwa w pierwszym składzie). Kostarykańczycy odpadli wówczas z juniorskiego mundialu już w fazie grupowej.
W marcu 2011 Vega znalazł się w składzie reprezentacji Kostaryki U-20 na Mistrzostwa Ameryki Północnej U-20. Na gwatemalskich boiskach był głównie rezerwowym; wystąpił we wszystkich możliwych pięciu spotkaniach (aż w czterech z nich po wejściu z ławki) i zdobył bramkę w meczu fazy grupowej z Gwadelupą (3:0). Podopieczni Rónalda Gonzáleza dotarli wówczas do finału, ulegając w nim Meksykowi (1:3). Po upływie czterech miesięcy został powołany na Mistrzostwa Świata U-20 w Kolumbii; tam rozegrał trzy z czterech meczów (wszystkie jako rezerwowy), natomiast kostarykańska młodzieżówka odpadła ze światowego czempionatu po porażce w 1/8 finału z gospodarzami – Kolumbią (2:3).
W październiku 2011 Vega w barwach olimpijskiej reprezentacji Kostaryki U-23 prowadzonej przez Carlosa Watsona wziął udział w Igrzyskach Panamerykańskich w Guadalajarze. Zagrał wówczas w dwóch z pięciu meczów (z czego w jednym w pierwszej jedenastce), a Kostarykańczycy odpadli z męskiego turnieju piłkarskiego w półfinale, przegrywając z gospodarzem i późniejszym triumfatorem – Meksykiem (0:3), zajmując ostatecznie czwarte miejsce.
W seniorskiej reprezentacji Kostaryki Vega zadebiutował za kadencji selekcjonera Paulo Wanchope’a, 26 marca 2015 w zremisowanym 0:0 meczu towarzyskim z Paragwajem. Cztery miesiące później został powołany na Złoty Puchar CONCACAF, podczas którego rozegrał dwa z czterech możliwych meczów (jeden w wyjściowym składzie) i odpadł ze swoim zespołem w ćwierćfinale po porażce w dogrywce z późniejszym zwycięzcą turnieju – Meksykiem (0:1). W styczniu 2017 znalazł się w ogłoszonym przez Óscara Ramíreza składzie na Copa Centroamericana. Zagrał tam w trzech z pięciu spotkań (w dwóch w pierwszym składzie), zajmując czwarte miejsce w rozgrywkach.